# 난쯔구

난쯔 구의 위치

난쯔구(한국어: 남자구, 중국어: 楠梓區, 병음: Nánzǐ Qū)는 중화민국 가오슝시의 시할구이다. 넓이는 25.8276km2이고, 인구는 2015년 8월 기준으로 179,442명이다.

## 지리
가오슝 시가지 북단에 위치하고 북쪽으로 쯔관 구, 차오터우 구, 옌차오 구, 동쪽으로 런우 구, 다서 구, 남쪽으로 쭤잉 구와 접한다.

## 역사
난쯔 구의 옛 이름은 강가(현재의 난쯔시(楠仔渓))에 녹나무가 많이 자생하고 있어 이후 이주한 한족에 의해 난쯔컹(楠仔坑)으로 불렸던 것에서 유래한다. 정씨왕국 때에는 푸젠성 장저우, 취안저우 일대로부터 이주가 진행되어 청대가 되면서 점차 취락이 형성되어 갔다.
일본 통치 시대 초기에는 이곳에 난쯔컹 지청이 설치되었다. 1920년의 지방 행정 개혁으로 난쯔(楠梓)로 개칭되었고 난쯔 장이 설치되어 다카오 주 오카야마군의 관할이 되었다. 1944년에 가오슝 시에 편입되어 난쯔 구가 되어 현재에 이르고 있다.

## 교육
- 국립 가오슝 대학 (國立高雄大學)
- 국립 가오슝 과기대학 (國立高雄科技大學)

## 교통

### 철도
- 타이완 철로관리국 종관선 난쯔역
- 가오슝 첩운 홍선 도회공원역/호우찐 역/난쯔가공수출단지역/요우창초등학교역

### 고속도로
- 국도 1호선

## 같이 보기
- 대만의 행정 구역